# El Carrizal, Villa Díaz Ordaz
El Carrizal är en ort i Mexiko.   Den ligger i kommunen Villa Díaz Ordaz och delstaten Oaxaca, i den sydöstra delen av landet, 400 km sydost om huvudstaden Mexico City. El Carrizal ligger 2 692 meter över havet och antalet invånare är 187.
Terrängen runt El Carrizal är kuperad norrut, men söderut är den bergig. Runt El Carrizal är det glesbefolkat, med 17 invånare per kvadratkilometer. Närmaste större samhälle är Tlacolula de Matamoros, 19,8 km söder om El Carrizal. I omgivningarna runt El Carrizal växer i huvudsak blandskog.